# 록맨 5: 블루스의 함정!?
《록맨 5: 블루스의 함정!?》(ロックマン5 ブルースの罠!?)은 캡콤이 패미컴으로 발매한 액션 플랫폼 게임이다. 오리지널 록맨 시리즈의 다섯번째 작품으로, 일본에서 1992년 12월 4일날 출시됐다. 북미 지역에선 같은 달에 《메가맨 5》(Mega Man 5)라는 이름으로 발매됐고, 유럽 지역에선 닌텐도가 1993년 3월에 발매했다.
와일리의 계획이 또다시 저지된 지 얼마 후, 블루스가 인류와의 전쟁을 선포하고 그의 제작자 닥터 라이트를 납치하자, 록맨이 이를 해결하기 위해 나서는 이야기를 다뤘다. 록맨 5는 앞 네 작품에서 다진 액션 플랫포밍 요소들을 물려받았으며, 스테이지에 흩어진 글자들을 모으면 나타나는 로봇 새 비트(Beat)를 추가했다.
록맨 5는 발매 당시엔 대체로 긍정적인 반응을 얻었지만, 혁신없는 게임플레이로 지적을 받았다. 록맨 5는 첫 발매 이후 플레이스테이션과 휴대 전화에 이식됐고, 플레이스테이션 네트워크와 버추얼 콘솔같은 디지털 플랫폼을 통해 재발매됐다.

## 줄거리
20XX년, 《록맨 4》의 사건으로부터 두 달이 지났을 무렵, 세계를 경악시키는 일이 발생한다. 로봇영웅 록맨의 형이자 은근한 아군이었던 블루스가 인류에 반기를 든 것이다. 그가 이끌고 온 군대가 세상을 혼란에 빠뜨린 와중, 록맨의 제작자인 천재공학자 Dr. 라이트가 블루스에게 납치당하는 일마저 발생한다. 자기 형제의 이해할 수 없는 행동에 깜짝 놀란 록맨은 Dr. 코사크로부터 받은 로봇새 비트(Beat)와 함께 어찌됐든 그를 막기 위해 모험을 떠났다.
록맨은 블루스가 보낸 소란의 주동자 여덟 로봇들(차지맨, 웨이브맨, 스타맨, 자이로맨, 네이팜맨, 크리스탈맨, 그래비티맨, 스톤맨)을 하나씩 쓰러뜨려 소동을 진화한다. 이어서 록맨은 블루스의 성에 들어가 그를 맞닥뜨리지만, 전투에서 치명적인 부상을 입고만다. 그런데 갑자기 록맨 앞에 또다른 블루스가 나타나 록맨과 싸우던 원래 블루스에게 싸움을 건다. 버스터를 맞고 본색을 드러낸 첫번째 블루스는 알고보니 와일리가 변장시킨 수하 다크맨임이 밝혀진다. 록맨은 가면을 벗은 사기꾼을 제압하고, 와일리를 추격한 끝에 그가 새로 지은 기지에서 잡는다. 그러나 와일리의 기지가 무너지는 통에, 록맨이 Dr. 라이트를 보호하는 동안 와일리를 눈 앞에서 놓치고 만다. 천장에 깔려 꼼짝달싹 못하던 록맨과 Dr. 라이트는 다시 나타난 블루스의 도움으로 무사히 탈출한다. 무너지는 와일리의 성채를 먼발치서 바라보는 록맨와 박사를 뒤로 하고 블루스는 어딘가로 사라진다.

## 평가
| 평가 |           |
| --- | --------- |
| 평론 점수 평론사 점수 올게임 [ 10 ] EGM 7.75 / 10 [ 11 ] 게임 인포머 7.75 / 10 [ 12 ] 게임프로 [ 13 ] IGN 8.5 / 10 [ 14 ] 닌텐도 파워 3.825 / 5 [ 15 ] |           |
| 평론 점수 |           |
| 평론사 | 점수      |
| 올게임 | [ 10 ]    |
| EGM | 7.75 / 10 |
| 게임 인포머 | 7.75 / 10 |
| 게임프로 | [ 13 ]    |
| IGN | 8.5 / 10  |
| 닌텐도 파워 | 3.825 / 5 |